# El gran show (2011)
La edición 2011 de El gran show, conducido y dirigido por Gisela Valcárcel, se estrenó el sábado 14 de mayo del mismo año. El programa se emitió en el horario de las 10 p. m. (-5 GMT) los días sábados por la cadena América Televisión. La transmisión fue en vivo y en directo desde el estudio 50 Aniversario de América Producciones, ubicado en la urbanización Santa Beatriz, en Lima. A partir del programa del 25 de junio, la emisión fue transmitida y archivada en el sistema HDTV.

## El desafío
Segmento que presenta un caso social de urgente atención y se invita a una celebridad para que realice un desafío, que consiste en la presentación de un número de baile, canto y/o actuación. Por lo general, esta participación sólo cuenta con pocos días de preparación y casi siempre, los géneros musicales escogidos son aquellos que el famoso desconoce. Lo que se busca es sensibilizar al público para que se haga donaciones de dinero o servicios para ayudar a personas a quienes va la ayuda. Una parte de los resultados de las donaciones se conoce al terminar la secuencia y el resto, al abrir el segmento de la gala siguiente.
| Fecha                    | Invitado(s) | Prueba | Género | Canción | Destinatario de la ayuda |
| ------------------------ | --- | --- | --- | --- | --- |
| 21 de mayo de 2011       | Celtic Legends | Baile | Tap | «Irish drinking song» | Pablo Huaripata Cárdenas, deportista cajamarquino discapacitado que desea participar en la maratón de Nueva York y necesita apoyo económico para lograr hacerlo. |
| 28 de mayo de 2011       | Magdyel Ugaz | Baile | Pop | «I'm a Slave 4 U» | Una pareja de ancianos que habían sido encarcelados injustamente en el mes de mayo. |
| 4 de junio de 2011       | Elenco de la obra teatral La tía de Carlos (Pablo Saldarriaga, Erika Villalobos, Javier Echevarría, Emilia Drago, Anahí de Cárdenas y Franco Cabrera)                                                                                                  | Baile | Merengue | «La loba» | Joselyn, una niña de 16 años que vive en Chilca bajo precarias condiciones, y que a pesar de ello, estudia y trabaja para salir adelante y cumplir su sueño de ser arquitecta. |
| 11 de junio de 2011      | Gilberto Santa Rosa | Canto | Salsa | «Vivir sin ti» | Edwin Córdova, es un militar que al desactivar una bomba lo dejó ciego, sin un brazo inferior y sin audición. Luego de esto no se dejó vencer y estudió Pedagogía, 23 años después; es un profesor que enseña a otros profesores para que estos ayuden a niños invidentes. Necesita ayuda para seguir adelante con su labor. |
| 18 de junio de 2011      | Renzo Reggiardo y La Peña "Del Carajo" | Canto | Festejo | «Le dije a papá» / «Inga» | Ciro Castillo-Rojo Salas, padre de familia que busca sin cesar a su hijo Ciro Castillo-Rojo García de 27 años, quien hasta el momento de la ayuda se encuentra perdido por más de dos meses en el Valle del Colca (Arequipa). Necesita ayuda económica para seguir en la búsqueda de su primogénito. |
| 25 de junio de 2011      | Selección juvenil de voleibol del Perú | Baile | Reguetón | «Taboo» | Ayudar a Renato, niño que necesita una costosa operación a la columna y no cuenta con los recursos necesarios para ello, además luego de esto necesita terapia post-operatoria. |
| 2 de julio de 2011       | Carlos Álvarez | Presenta un extracto de lo que es su show 28 años después, con los personajes de 'Paolín lín lín' y 'Maradona', con la participación de la Cía. de folklore "Perú Expresión". | Presenta un extracto de lo que es su show 28 años después, con los personajes de 'Paolín lín lín' y 'Maradona', con la participación de la Cía. de folklore "Perú Expresión". | Presenta un extracto de lo que es su show 28 años después, con los personajes de 'Paolín lín lín' y 'Maradona', con la participación de la Cía. de folklore "Perú Expresión". | Eder, niño de 12 años que necesita sacar adelante a su familia y necesita un lugar de estudios y recursos económicos. |
| 9 de julio de 2011       | Mávila Huertas | Baile | Huayno | «Valicha» | Leidy Carol, joven de 21 años que fue asaltada, agredida y herida de bala por ladrones cuando llevaba dinero de una cabina de internet. |
| 16 de julio de 2011      | Elenco de la serie La santa sazón (Rossana Fernández-Maldonado, Saskia Bernaola, Patricia Portocarrero, Katia Palma, Rodrigo Sánchez Patiño, Franco Cabrera y Armando Machuca)                                                                         | Baile | Salsa | «La fiesta del pilito» | En el A.A.H.H. "San Benito de Palermo" familias enteras quedaron en la calle producto de un incendio. Hasta ese lugar llegó Martín Llerena, un hombre que se viste de payaso para llevar felicidad, compartir con los niños y predicar la religión católica. Necesita implementar con víveres y menaje el comedor de la zona, además de útiles escolares para los menores. |
| 23 de julio de 2011      | 'La Chilindrina' (María Antonieta de las Nieves) | Musical | Música infantil | «Aquí está la Chilindrina» | Ximena Hoyos, presentadora del programa infantil América Kids de catorce años de edad, que sufrió un accidente junto a su padre cuando ambos iban en una motocicleta. Se sometió a exámenes médicos que finalmente revelaron que tiene un tumor y un quiste cerebral. |
| 23 de julio de 2011      | Elenco del programa América Kids y la serie La AKdemia (Alejandro Roca Rey, Valeria Flores, Derek Fry, Andrea Luna, Sasha Kapsunov, María Grazía Gamarra, Silvana Cañote, Nikko Ponce, Ingrid Morales, Stephie Jacobs, Andres Gaviño, Manuela Camacho) | Canto | Balada | «No me doy por vencido» | Ximena Hoyos, presentadora del programa infantil América Kids de catorce años de edad, que sufrió un accidente junto a su padre cuando ambos iban en una motocicleta. Se sometió a exámenes médicos que finalmente revelaron que tiene un tumor y un quiste cerebral. |
| 30 de julio de 2011      | Elenco de la obra teatral Carmín, el musical (Leslie Shaw, Diego Bertie, Diana Quijano) | Musical | Musical | «Carmín» / «Loco por ti» / «Todo es para mí» | En el Distrito de Carmen de La Legua-Reynoso, viven Daniel y Leonel, dos hermanos gemelos de 10 años que sufren de Alenodeucodistrofia. Por esta enfermedad, que ataca el cerebro y otras partes del cuerpo, necesitan de costosos medicamentos para mejorar su calidad de vida. |
| 6 de agosto de 2011      | Eva Ayllón | Canto | Merengue | «Es mentiroso» | Janeth Huisa, una joven quien fue quemada con aceite hirviendo por su propia pareja sentimental. |
| 13 de agosto de 2011     | "La Tigresa del Oriente" y un ballet de Drag queens | Baile | Pop latino | «¿A quién le importa?» | Keyler Torres, de 6 años, que necesita una operación con urgencia para no perder la visión. |
| 20 de agosto de 2011     | Peter Ferrari | Baile | Música disco sobre ruedas | «Celebration» / «You can't stop the music» | Familia de Ivo Dutra, reportero gráfico que falleció luego de permanecer cerca de una semana en estado de coma, tras haber sido atropellado por un autobús. |
| 27 de agosto de 2011     | Flor Polo Díaz y Néstor Villanueva | Baile | Salsa | «Aguanilé» | Manuel, un niño de 6 años de escasos recursos económicos que nació con un problema grave de sordera. |
| 3 de septiembre de 2011  | Jonathan Maicelo | Baile | Pop | «In the middle» | María Yoselyn Nuñez Correa, niña cajamarquina de cinco años que sufre de hidrocefalia. |
| 10 de septiembre de 2011 | "Hermanos Yaipén" | Baile | Street dance | «Boom Boom Pow» / «Everybody Dance Now» | Edwin Carrasco, un niño de 9 años quien luego de afrontar un proceso de cáncer perdió una pierna y requiere de una prótesis. |
| 17 de septiembre de 2011 | Toño Centella | Baile | Disco | «Turn the beat around» | Una joven de 19 años que vive con una bala instalada en la cabeza, producto de un disparo que recibió por parte de unos delincuentes. Ella requiere de una costosa operación para extirparle la bala y un largo tratamiento para poder recuperar sus funciones normales. |
| 24 de septiembre de 2011 | Integrantes del programa La casa de Magaly, y con la música en vivo de Jean Paul Strauss. | Baile | Festejo | «Chacombo» | Una niña de cuatro años que fue diagnosticada con el Síndrome de Cornelia de Lange, que afecta su desarrollo físico e intelectual. |
| 1 de octubre de 2011     | Miguel Rebosio y Michelle Soifer, y la música en vivo de Marcos Llunas | Baile | Pop latino | «Como una nube» | Joselyn Casana, una joven madre soltera de 19 años, que dio a luz a un niño que nació con malformaciones en las manos y los pies. |
| 8 de octubre de 2011     | "MDO" | Canto | Pop latino | «Dame un poco más» / «Súbete a mi moto» / «Es que no puedo olvidarme» | Carlos Requena Odar, un joven de 21 años que cayó desde el cuarto piso de un edificio mientras realizaba labores de limpieza. |
| 15 de octubre de 2011    | Monique Pardo | Baile | Rock | «(I Can't Get No) Satisfaction» / «Start Me Up» | Rosa Figueroa León, una madre huaracina de 41 años que ingresó completa, entera, a una sala de cirugía por un tema gineco-obstétrico y a consecuencia de una negligencia médica despertó de un shock traumático con las manos y los pies amputados. Ella necesita las prótesis de manos y pies para seguir trabajando y luchar por sacar adelante a sus tres hijos. |
| 22 de octubre de 2011    | "Melcochita" | Baile y percusión | Salsa | «La salsa vive» | Elizabeth, una anciana de 70 años, quien ha vivido más de la mitad de su vida con la enfermedad de Parkinson. Fue diagnosticada hace 30 años, pero hace 15 años su enfermedad la ha postrado en cama. Está al cuidado de Don Mario, quien tiene 70 años de edad y más de 50 años casado con Elizabeth. A pesar de la pequeña pensión que ambos reciben, ese dinero no alcanza para todo el cuidado y el costo médico de esta terrible enfermedad degenerativa. Y el seguro no les cubre todo lo que Elizabeth necesita. Lo que sus familiares y Don Mario quisieran es poder darle a Elizabeth una mejor calidad de vida. |
| 29 de octubre de 2011    | "Tongo" | Baile | Rock and roll | «Rock Around the Clock» | Carol Chaman y Ramón Flores, más conocidos como "Los Topos de México", pareja de brigadistas quienes desempeñaron un papel importante en el drama de la familia Castillo-Rojo, necesita ahora de ayuda, pues deben unirse a su Brigada General que viajará a Colombia, para continuar con su labor de salvar vidas. Ellos carecen de recursos para solventar sus pasajes. Además, durante los cerca de cinco meses que permanecieron en Perú, fueron víctimas de dos robos en los que perdieron parte importante de sus equipos de trabajo.                                                                               |
| 5 de noviembre de 2011   | Sergio Galliani | Baile | Salsa | «Que cosa tan linda» | Una bebé que fue abusada sexualmente por su padre cuando tenía 7 meses de edad. Ella necesita una cirugía reconstructiva. |
| 12 de noviembre de 2011  | "Grupo 5" | Baile | Rap | «U can't touch this» | Una niña que sufre de parálisis parcial. Ella fue víctima de una bala perdida, durante un enfrentamiento de pandillas en Cañete, donde subsiste gracias a los esfuerzos de sus padres, quienes lamentablemente no cuentan con los recursos económicos suficientes. |
| 19 de noviembre de 2011  | Susy Díaz y Andy V | Baile | Reguetón | «Lo que no sabes tú» | Una adolescente de 17 años que está embarazada y que sufrió un accidente de tránsito que la dejó desfigurada. |
| 26 de noviembre de 2011  | Karen Dejo | Baile | Adagio latino | «Yo te esperaba» | Patrick Becerra, un niño de 12 años que fue diagnosticado con cáncer a los huesos y que tuvo que ser amputado de una pierna. Necesita recibir una prótesis y continuar con el costoso tratamiento. |
| 3 de diciembre de 2011   | Gian Marco Zignago | Canto | Pop latino | «Cuéntame» | Un joven de quince años víctima de bullying, que quedó parapléjico, luego de ser golpeado por sus compañeros de estudios en San Juan de Lurigancho. |
| 3 de diciembre de 2011   | Gian Marco Zignago | Canto | Pop latino | «Se me olvidó» / «Sentirme vivo» | Un joven de quince años víctima de bullying, que quedó parapléjico, luego de ser golpeado por sus compañeros de estudios en San Juan de Lurigancho. |
| 3 de diciembre de 2011   | Gian Marco Zignago | Canto | Pop latino | «Lejos de ti» | Un joven de quince años víctima de bullying, que quedó parapléjico, luego de ser golpeado por sus compañeros de estudios en San Juan de Lurigancho. |
| 10 de diciembre de 2011  | Jessica Tapia junto al campeón nacional de salsa Carlos Vegazo y la orquesta "N'samble" | Baile | Salsa | «Ya no queda nada» | Rossana Hernández, una joven madre que ha consagrado su vida al cuidado de su hijo: Jesusito, un niño de 10 años, al que Rossana llama su angelito. Jesusito nació con varios problemas neurológicos (parálisis cerebral, hidrocefalia, retardo mental y epilepsia). Hace poco a Rossana le diagnosticaron una enfermedad degenerativa incurable: artritis reumatoide. |
| 17 de diciembre de 2011  | Gisela Valcárcel, Shantall Young Oneto, Lupe Eslava y el equipo de producción de El gran show | Canto | Góspel | «Yo lo seguiré» | La Asociación Ángeles de los Arenales, institución que brinda ayuda a niños que padecen de cáncer y Leucemia. |